# Nude (musikalbum)
Nude är det åttonde studioalbumet av den progressiva rockgruppen Camel, utgivet i januari 1981.

## Låtlista
Låtarna skrivna av Andrew Latimer, där inget annat namn anges.
Sida ett
1. "City Life" (Andrew Latimer, Susan Hoover) - 4:41
2. "Nude" - 0:22
3. "Drafted" (Latimer, Hoover) - 4:20
4. "Docks" (Latimer, Kit Watkins) - 3:50
5. "Beached" - 3:34
6. "Landscapes" - 2:39

Sida två
1. "Changing Places" - 4:11
2. "Pomp & Circumstance" - 2:05
3. "Please Come Home" - 1:12
4. "Reflections" (Latimer, Jan Schelhaas) - 2:39
5. "Captured" - 3:12
6. "The Homecoming" - 2:49
7. "Lies" (Latimer, Hoover) - 4:59
8. "The Last Farewell: The Birthday Cake" - 0:30
9. "The Last Farewell: Nude's Return" - 3:42